# 1998-as labdarúgó-világbajnokság-selejtező (UEFA – 9. csoport)
Az 1998-as labdarúgó-világbajnokság európai 9. selejtezőcsoportjának mérkőzéseit, és a csoport végeredményét tartalmazó lapja. A csoportban körmérkőzéses, oda-visszavágós rendszerben játszottak egymással a labdarúgó-válogatottak. A csoportelső automatikus résztvevője lett az 1998-as labdarúgó-világbajnokságnak.
A csoportban Írország, Izland, Liechtenstein, Litvánia, Macedónia és Románia szerepelt.
Románia végzett az első helyen és kijutott az 1998-as világbajnokságra, a második helyet pedig Írország szerezte meg és pótselejtezőt játszhatott.

## Tabella
| Hely. | Csapat         | M  | Gy | D | V | G+ | G– | Gk  | P  | Továbbjutás                          |     | Németország | Ukrajna | Portugália | Örményország | Észak-Írország | Albánia |
| ----- | -------------- | -- | -- | - | - | -- | -- | --- | -- | ------------------------------------ | --- | ----------- | ------- | ---------- | ------------ | -------------- | ------- |
| 1.    | Németország    | 10 | 6  | 4 | 0 | 23 | 9  | +14 | 22 | Kijutott az 1998-as világbajnokságra |     | —           | 2–0     | 1–1        | 4–0          | 1–1            | 4–3     |
| 2.    | Ukrajna        | 10 | 6  | 2 | 2 | 10 | 6  | +4  | 20 | Továbbjutott a második fordulóba     |     | 0–0         | —       | 2–1        | 1–1          | 2–1            | 1–0     |
| 3.    | Portugália     | 10 | 5  | 4 | 1 | 12 | 4  | +8  | 19 |                                      |     | 0–0         | 1–0     | —          | 3–1          | 1–0            | 2–0     |
| 4.    | Örményország   | 10 | 1  | 5 | 4 | 8  | 17 | −9  | 8  |                                      | 1–5 | 0–2         | 0–0     | —          | 0–0          | 3–0            |         |
| 5.    | Észak-Írország | 10 | 1  | 4 | 5 | 6  | 10 | −4  | 7  |                                      | 1–3 | 0–1         | 0–0     | 1–1        | —            | 2–0            |         |
| 6.    | Albánia        | 10 | 1  | 1 | 8 | 7  | 20 | −13 | 4  |                                      | 2–3 | 0–1         | 0–3     | 1–1        | 1–0          | —              |         |

## Mérkőzések
| 1996. augusztus 31. 15:00 UTC+1 |

| Észak-Írország | 0–1         | Ukrajna    |
| -------------- | ----------- | ---------- |
|                | Jegyzőkönyv | Rebrov 79' |

| Windsor Park, Belfast Nézőszám: 9,358 Játékvezető: Alain Sars (francia) |

| 1996. augusztus 31. 20:30 UTC+4 |

| Örményország | 0–0         | Portugália |
| ------------ | ----------- | ---------- |
|              | Jegyzőkönyv |            |

| Hrazdan stadion, Jereván Nézőszám: 6,015 Játékvezető: Karol Ihring (szlovák) |

| 1996. október 5. 20:00 UTC+3 |

| Ukrajna                | 2–1         | Portugália        |
| ---------------------- | ----------- | ----------------- |
| Popov 4' Makszimov 88' | Jegyzőkönyv | João V. Pinto 83' |

| Olimpiai Stadion, Kijev Nézőszám: 51,385 Játékvezető: Kim Milton Nielsen (dán) |

| 1996. október 5. 15:00 UTC+1 |

| Észak-Írország | 1–1         | Örményország   |
| -------------- | ----------- | -------------- |
| Lennon 29'     | Jegyzőkönyv | Asszadurján 8' |

| Windsor Park, Belfast Nézőszám: 8,357 Játékvezető: Krszto Danilovszki (macedón) |

| 1996. október 9. 20:00 UTC+4 |

| Örményország  | 1–5         | Németország                                      |
| ------------- | ----------- | ------------------------------------------------ |
| Mikaelján 85' | Jegyzőkönyv | Häßler 20' 39' Klinsmann 26' Bobic 69' Kuntz 81' |

| Hrazdan stadion, Jereván Nézőszám: 42,000 Játékvezető: Pierluigi Collina (olasz) |

| 1996. október 9. 20:00 UTC+2 |

| Albánia | 0–3         | Portugália                        |
| ------- | ----------- | --------------------------------- |
|         | Jegyzőkönyv | Figo 10' Hélder 75' Rui Costa 88' |

| Qemal Stafa, Tirana Nézőszám: 16,000 Játékvezető: Oğuz Sarvan (török) |

| 1996. november 9. 17:30 UTC+1 |

| Németország | 1–1         | Észak-Írország |
| ----------- | ----------- | -------------- |
| Möller 40'  | Jegyzőkönyv | Taggart 38'    |

| Frankenstadion, Nürnberg Nézőszám: 40,718 Játékvezető: Ahmet Çakar (török) |

| 1996. november 9. 20:45 UTC |

| Portugália         | 1–0         | Ukrajna |
| ------------------ | ----------- | ------- |
| Fernando Couto 58' | Jegyzőkönyv |         |

| Estádio das Antas, Porto Nézőszám: 19,106 Játékvezető: Leif Sundell (svéd) |

| 1996. november 9. 14:00 UTC+1 |

| Albánia       | 1–1         | Örményország       |
| ------------- | ----------- | ------------------ |
| Franholli 57' | Jegyzőkönyv | Ter-Petroszján 90' |

| Qemal Stafa, Tirana Nézőszám: 7,000 Játékvezető: Fritz Stuchlik (osztrák) |

| 1996. december 14. 20:45 UTC |

| Portugália | 0–0         | Németország |
| ---------- | ----------- | ----------- |
|            | Jegyzőkönyv |             |

| Estádio da Luz, Lisszabon Nézőszám: 50,000 Játékvezető: Puhl Sándor (magyar) |

| 1996. december 14. 15:00 UTC |

| Észak-Írország | 2–0         | Albánia |
| -------------- | ----------- | ------- |
| Dowie 12' 21'  | Jegyzőkönyv |         |

| Windsor Park, Belfast Nézőszám: 7,935 Játékvezető: Andréasz Jeorjíu (ciprusi) |

| 1997. március 29. 18:00 UTC+1 |

| Albánia | 0–1         | Ukrajna    |
| ------- | ----------- | ---------- |
|         | Jegyzőkönyv | Rebrov 40' |

| Estadio Nuevo Los Cármenes, Granada Nézőszám: 1,200 Játékvezető: John McDermott (ír) |

| 1997. március 29. 15:00 UTC |

| Észak-Írország | 0–0         | Portugália |
| -------------- | ----------- | ---------- |
|                | Jegyzőkönyv |            |

| Windsor Park, Belfast Nézőszám: 9,400 Játékvezető: Graziano Cesari (olasz) |

| 1997. április 2. 19:30 UTC+2 |

| Albánia                   | 2–3         | Németország         |
| ------------------------- | ----------- | ------------------- |
| Kola 61' 90+2' (11-esből) | Jegyzőkönyv | Kirsten 63' 80' 83' |

| Estadio Nuevo Los Cármenes, Granada Nézőszám: 9,780 Játékvezető: Michel Piraux (belga) |

| 1997. április 2. 19:30 UTC+3 |

| Ukrajna                      | 2–1         | Észak-Írország       |
| ---------------------------- | ----------- | -------------------- |
| Koszovszkij 3' Sevcsenko 70' | Jegyzőkönyv | Dowie 14' (11-esből) |

| Olimpiai Stadion, Kijev Nézőszám: 85,000 Játékvezető: Václav Krondl (cseh) |

| 1997. április 30. 19:30 UTC+2 |

| Németország             | 2–0         | Ukrajna |
| ----------------------- | ----------- | ------- |
| Bierhoff 62' Basler 71' | Jegyzőkönyv |         |

| Weserstadion, Bréma Nézőszám: 33,242 Játékvezető: Anders Frisk (svéd) |

| 1997. április 30. 17:00 UTC+4 |

| Örményország | 0–0         | Észak-Írország |
| ------------ | ----------- | -------------- |
|              | Jegyzőkönyv |                |

| Hrazdan stadion, Jereván Nézőszám: 5,000 Játékvezető: Karl-Erik Nilsson (svéd) |

| 1997. május 7. 19:00 UTC+3 |

| Ukrajna      | 1–1         | Örményország   |
| ------------ | ----------- | -------------- |
| Sevcsenko 6' | Jegyzőkönyv | Petroszján 77' |

| Olimpiai Stadion, Kijev Nézőszám: 47,000 Játékvezető: Atanasz Uzunov (bolgár) |

| 1997. június 7. 19:00 UTC+3 |

| Ukrajna | 0–0         | Németország |
| ------- | ----------- | ----------- |
|         | Jegyzőkönyv |             |

| Olimpiai Stadion, Kijev Nézőszám: 63,000 Játékvezető: Vágner László (magyar) |

| 1997. június 7. 21:30 UTC+1 |

| Portugália                 | 2–0         | Albánia |
| -------------------------- | ----------- | ------- |
| João V. Pinto 14' Figo 70' | Jegyzőkönyv |         |

| Estadio das Antas, Porto Nézőszám: 14,000 Játékvezető: Terje Hauge (norvég) |

| 1997. augusztus 20. 19:30 UTC+1 |

| Észak-Írország | 1–3         | Németország          |
| -------------- | ----------- | -------------------- |
| Hughes 59'     | Jegyzőkönyv | Bierhoff 72' 77' 78' |

| Windsor Park, Belfast Nézőszám: 12,037 Játékvezető: José García-Aranda (spanyol) |

| 1997. augusztus 20. 19:00 UTC+3 |

| Ukrajna    | 1–0         | Albánia |
| ---------- | ----------- | ------- |
| Rebrov 86' | Jegyzőkönyv |         |

| Olimpiai Stadion, Kijev Nézőszám: 38,000 Játékvezető: Ľuboš Micheľ (szlovák) |

| 1997. augusztus 20. 21:30 UTC+1 |

| Portugália                              | 3–1         | Örményország    |
| --------------------------------------- | ----------- | --------------- |
| Domingos 23' Figo 31' Pedro Barbosa 55' | Jegyzőkönyv | Asszadurján 46' |

| Estadio do Bonfim, Setúbal Nézőszám: 16,000 Játékvezető: Marcel Lică (román) |

| 1997. szeptember 6. 20:00 UTC+2 |

| Németország | 1–1         | Portugália  |
| ----------- | ----------- | ----------- |
| Kirsten 80' | Jegyzőkönyv | Barbosa 70' |

| Olimpiai Stadion, Berlin Nézőszám: 75,841 Játékvezető: Marc Batta (francia) |

| 1997. szeptember 6. 17:00 UTC+4 |

| Örményország                                         | 3–0         | Albánia |
| ---------------------------------------------------- | ----------- | ------- |
| Vardanján 56' Asszadurján 81' Avalján 87' (11-esből) | Jegyzőkönyv |         |

| Hrazdan stadion, Jereván Nézőszám: 5,000 Játékvezető: Miroslav Radoman (jugoszláv) |

| 1997. szeptember 10. 19:30 UTC+2 |

| Németország                                | 4–0         | Örményország |
| ------------------------------------------ | ----------- | ------------ |
| Klinsmann 70' 84' Häßler 85' Kirsten 90+1' | Jegyzőkönyv |              |

| Westfalenstadion, Dortmund Nézőszám: 43,000 Játékvezető: Peter Mikkelsen (dán) |

| 1997. szeptember 10. 17:00 UTC+2 |

| Albánia   | 1–0         | Észak-Írország |
| --------- | ----------- | -------------- |
| Haxhi 65' | Jegyzőkönyv |                |

| Hardturm, Zürich Nézőszám: 2,650 Játékvezető: Roger Philippi (luxemburgi) |

| 1997. október 11. 18:30 UTC+2 |

| Németország                               | 4–3         | Albánia                              |
| ----------------------------------------- | ----------- | ------------------------------------ |
| Helmer 64' Bierhoff 78' 90' Marschall 85' | Jegyzőkönyv | Kohler 55' (öngól) Tare 80' Vata 87' |

| Niedersachsenstadion, Hannover Nézőszám: 44,522 Játékvezető: Rune Pedersen (norvég) |

| 1997. október 11. 20:30 UTC+4 |

| Örményország | 0–2         | Ukrajna                     |
| ------------ | ----------- | --------------------------- |
|              | Jegyzőkönyv | Sevcsenko 33' Makszimov 54' |

| Hrazdan stadion, Jereván Nézőszám: 7,500 Játékvezető: Manuel Díaz Vega (spanyol) |

| 1997. október 11. 17:30 UTC+1 |

| Portugália    | 1–0         | Észak-Írország |
| ------------- | ----------- | -------------- |
| Conceição 18' | Jegyzőkönyv |                |

| Estádio da Luz, Lisszabon Nézőszám: 31,847 Játékvezető: Peter Mikkelsen (dán) |

## Góllövőlista
| 6 gólos - Oliver Bierhoff 5 gólos - Ulf Kirsten 3 gólos - Éric Asszadurján - Thomas Häßler - Jürgen Klinsmann - Iain Dowie - Luís Figo - Szerhij Rebrov - Andrij Sevcsenko 2 gólos - Bledar Kola - Pedro Barbosa - João Vieira Pinto - Jurij Makszimov 1 gólos - Bajram Franholli - Altin Haxhi - Igli Tare - Rudi Vata | - Garnik Avalján - Karapet Mikaelján - Artur Petroszján - Hakob Ter-Petroszján - Harutjun Vardanján - Mario Basler - Fredi Bobic - Thomas Helmer - Stefan Kuntz - Olaf Marschall - Andreas Möller - Michael Hughes - Neil Lennon - Gerry Taggart - Sérgio Conceição - Rui Costa - Fernando Couto - Hélder Cristóvão - Domingos Paciência - Vitalij Koszovszkij - Szerhij Popov 1 öngólos - Jürgen Kohler (Albánia ellen) |